# 高县
高县是四川省宜宾市下辖的县，地处四川省東南部。面积1321平方公里 ，东西窄、南北长。人口50万，绝大多数是汉族。是山地丘陵为主的农业县。

## 行政区划
高县下辖13个镇：
文江镇、庆符镇、沙河镇、嘉乐镇、罗场镇、蕉村镇、可久镇、来复镇、月江镇、胜天镇、复兴镇、落润镇和庆岭镇。

## 沿革
唐置羁縻高州，元置高州，明洪武五年（1372年）降州为高县，明正德年间复为高州，清顺治初年又改为高县。民国以降，县名未改，先后隶属于叙州府、下川南道、永宁道、四川省第六行政督察区、宜宾专区、宜宾地区、宜宾市。1945年县境南部沐爱等14乡析出，设沐爱治所，1948年建沐爱县，正式从高县分出。1950年撤销沐爱县，并入筠连县。1960年庆符县并入高县，县境向北拓展。2001年，高县县政府治所获准由文江镇迁庆符镇。

## 交通
秦时，李冰、常安开通了自宜宾，经石门关至曲靖县的五尺道，石门关即在庆符县与高县交界处。西汉，唐蒙、司马相如续修。自此，高县融入汉族文明。
中华人民共和国成立后，省道川云中路纵贯县境，宜筠铁路穿越县境东北部。县城庆符镇距宜宾市翠屏区55公里。

## 土著
西汉，称石门关以南为西南夷。三国时，诸葛亮征南中，石门关、泸水以南称南蛮，实为蛮汉杂居之地。西晋永嘉年间，百越族的僚人入侵戎州（即宜宾），与原土著僰人杂居横江、长江以南（包括宜宾县、庆符县、高县、珙县）一带。僰人生存繁衍至明朝，才被汉族同化。

## 县志
清康熙25年编有《高县志》、《庆符县志》。

## 著名人物
- 高县籍
  - 李硕勋
  - 阳翰笙
  - 张锡龙
- 在高为官者
  - 魏曰祁